# Disque-Amizade

Charge sobre o Disque-Amizade da Folha de S.Paulo.

Disque-Amizade, também conhecido como Disque 145, é um serviço de bate-papo por telefone fixo que pode ser acessado através do número 145. Ele foi criado a partir de um bug no Disque Piada de Londrina, tendo sua estreia em 13 de novembro de 1979, na cidade de Natal. Ele tornou-se muito popular nos anos 80 e 90 por todo o Brasil e foi exportado para outros países, mas foi bloqueado pelo Superior Tribunal de Justiça em 26 de novembro 2016 pela constatação que ocorria diversos crimes e irregularidades dentro do serviço. Desde então, o usuário deve pedir acesso às operadoras caso queira usá-lo.

## História

### Criação e popularização
O Disque-Amizade foi criado em pelos irmãos Luiz e Péricles Carlos Bravo, da Sercomtel. Posteriormente, o serviço passou a ser gerido pela empresa Disque-Amizade do Brasil. A ideia surgiu de um bug ocorrido nas linhas telefônicas do Disque Piada de Londrina, onde um número recebia uma ligação mas não rejeitava as outras chamadas. O sistema foi inventado após pedidos dos moradores da cidade. Incialmente, o Disque-Amizade funcionava apenas em Natal, sendo estreado em 13 de novembro de 1979. A invenção foi patenteada pela empresa em 8 de dezembro de 1981.
O sistema foi implementado pela Telemar nos anos 80, fazendo sucesso até os anos 2000. Em Londrina, ele foi implementado em 1982, virando uma febre na cidade. Curitiba implementou o serviço em 1986, também virando moda. Em 86, ele já estava presente em 63 cidades. Em Pernambuco, o serviço foi um sucesso e chegou a congestionar as linhas telefônicas do estado, que fez com que a Telpe limitasse o horário em que o 145 podia ser acessado. O sistema chegou em São Paulo em abril 1996. Ele também foi exportado para o Chile e Venezuela e chegou a ser implementado nos Estados Unidos, mas a empresa decidiu cessar o serviço pela falta de monitoramento. Em 1998, foram produzidos comerciais do serviço estrelando Thiago Lacerda e Samara Felippo. Em 2002, a Anatel anunciou planos de uniformizar os números de utilidade pública. O Disque-Amizade poderia ter o sufixo 0300 acrescentado, por ser um serviço pago.

### Bloqueio
Em abril de 1999, o  deputado estadual Durval Ângelo (PT-MG) e ocoordenador do Procon da Assembléia Legislativa de Minas Gerais, Délio Malheiros, denunciaram o serviço para a Procuradoria Geral da República e à Procuradoria Geral de Justiça de Minas Gerais. Após diversas reclamações sobre as cobranças, eles gravaram cinco horas de conversa em dias e horários diferentes e alegaram que o bate-papo funcionava como um telessexo disfarçado para crianças e adolescentes que seria incentivado inclusive pelas monitoras das salas e que as contas de telefone não especificavam que a cobrança vinha do 145. Devido à gravidade das acusações, o caso chegou até o Ministro da Justiça Renan Calheiros.
A denúncia gerou uma ação do Ministério Público Federal (MPF) contra as empresas  Anatel, Telesc, Embratel e Intelig. O Tribunal de Justiça de Santa Catarina deu padecer desfavorável, mas o MPF entrou com recurso no Superior Tribunal de Justiça (STJ) e foi de fato constatado a facilidade de crianças utilizarem o serviço e as outras irregularidades. De acordo com o STJ, os serviços 0900 eram um "instrumento perverso, por via do qual pratica-se, flagrantemente, a pedofilia, a prostituição infantil, o tráfico de drogas e outras mazelas, o que corrói a sociedade brasileira". Em 26 de setembro de 2016, o STJ decidiu bloquear o Disque-Amizade, Disque-Sexo e outros serviços 0900, e o usuário precisaria pedir acesso ao serviço para as operadoras caso quisesse se conectar.

## Funcionalidade
O Disque Amizade podia ser acessado por telefone fixo pelo número 145. O serviço era oferecido por diversas operadoras. Era cobrado R$ 0,48 por minito pelo serviço. As pessoas entravam em uma sala, onde podiam conversar por voz com outros usuários. As salas comportavam até 5 ou 6 pessoas, que eram monitoradas por funcionários da Disque-Amizade do Brasil. As monitoras eram todas mulheres, e passavam por um treinamento e acompanhamento psicológico. De acordo com a empresa, elas eram instruidas a não participarem da conversa, mas o ato acabava acontecendo. Os usuários eram banidos da sala por falar palavrões, fazer sugestões sexuais ou agir de maneira perturbadora. As monitoras alertavam o usuário com um sinal de ocupado que durava um minuto. Caso o ato persistisse, o usuário seria derrubado da linha. Também era possível fazer uma denúncia aos monitores ao apertar *. Nos anos 90 houve melhorias no serviço, como a possibilidade de criar uma sala de bate-papo privada ao digitar * seguido dos últimos dígitos do telefone da pessoa. Não era permitido o acesso ao serviço por orelhões.

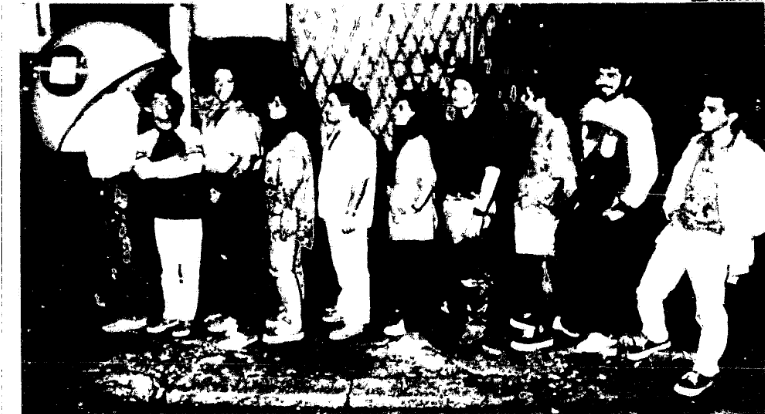
Pessoas aguardando para utilizar a linha cruzada em um orelhão em Ipanema.

## Serviços análogos
No Rio de Janeiro, até 1989 o serviço não havia chegado no estado, mas um bug que oocorria na máquina de toque permitia que várias pessoas conversassem desde que o telefone para qual estavam ligando não fosse atendido. O sistema foi apelidado de "linha cruzada", e havia medo que a Telerj acabasse com ele.
No Rio Grande do Sul, houve um serviço chamado de Teleamigo, que era acessado pelo número 138.

## Cobranças indevidas
Em julho de 1997, Santo André bloqueou os serviços 0900, 900 e 145 por causa do grande número de queixas. Em outubro de 1998, o Procon de São Paulo multou a Telesp em R$ 1,5 milhão por 300 reclamações referentes aos serviços 145 e 0900. Em seguida, a Polícia Civil de Campinas instaurou ontem um inquérito contra a Telesp pela cobrança de 3 mil pulsos a mais do Disque-Amizade. Em 1999, a Telefônica, que substituiu a Telesp, admitiu a queda de qualidade dos serviços mas afirmou que a maior parte das reclamações de cobranças indevidas eram de serviços não prestados pela empresa. Por causa da situação, a Telemar anunciou que queria excluir a cobrança de serviços como o 145.

## Cultura

### Usuários
Por ser um serviço de voz, era normal que as pessoas simulassem vozes "mais empossadas" ou diferentes para chamar a atenção dentro da sala. O uso de pseudônimos também era comum. Um artigo científico da Universidade de São Paulo (USP) de 1993 traz o relato de um homem que ocultava sua identidade e mudava sua voz por ser tímido e para evitar o preconceito com japoneses. Alguns usuários ligavam para o serviço apenas para ouvir as conversas. De acordo com a Embratel, a média de retenção em 1987 era de 7 minutos. Os usuários também marcavam encontros na vida real e ações filantrópicas. Em Pernambuco, os usuários do serviço criaram o Clube 145. Em Campinas, cerca de 100 usuários reuniam-se uma vez por mês em uma chácara alugada. De acordo com a Folha de S.Paulo, a maior parte dos usuários eram homens. Por vezes, as monitoras ouviam pessoas com problemas ou em busca de aconselhamento.
Um usuário chamado Atalaia notorizou-se por estar sempre online. Outra usuária notória é Mirna ou Lady, que tinha dados de mais de 200 usuários de Campinas e era referência entre os outros usuários para obter informações sobre alguém. Ela também organizava reuniões entre os membros.
a Folha de S.Paulo opinou que a febre pelo serviço poderia ser um ato de voyeurismo. O psicanalista Luís Alberto Py atribuiu o sucesso ao pequeno risco que havia em criar novas amizades, onde se algo desagradasse o indivíduo, ele poderia simplesmente mudar de linha, e a possibilidade de controlar a própria imagem. Lilian de Lucca Torres sugere em artigo que o serviço era usado por adolescentes para driblar a autoridade dos pais. Também é sugerido que os jovens utilizavam o serviço pelo intercâmbio de interesses, como lazer, e os mais velhos usavam para ampliar seu círculo social.

### Sexualidade e relacionamentos
Muitas pessoas entravam no serviço para namorar, e algumas chegaram a se conhecer e casar. De acordo com a empresa, a maioria dos usuários utilizavam o Disque-Amizade para aplacar a solidão e encontrar relacionamentos. Ainda de acordo com a empresa, algumas das monitoras do sistema já se casaram com usuários que conheceram em uma das salas. Homens gays utilizavam o serviço para encontrar amigos e parceiros. De acordo com as monitoras, costumava a haver brigas entre homossexuais e heterossexuais. Em artigo científico de 2004 da revista Interações, 24,8% dos adolescentes entrevistados admitiram praticar sexo virtual em diversos serviços, incluindo o Disque-Amizade.
O serviço também foi usado para cometer atos que se enquadram como crimes sexuais. Em abril de 1997, a mãe de uma garota de 17 anos entrou na justiça contra um homem casado de 29 anos por ter relações sexuais com sua filha. Ambos se conheceram em Guará pelo Disque-Amizade. Na ocasião, o Superior Tribunal de Justiça absolveu o réu por entender "que a simples prática de ato sexual não consiste em corrupção de menores", já que o comportamento da garota não havia mudado. No mesmo mês, uma mulher de Campinas foi estuprada após encontrar-se com um homem que conheceu no Disque-Amizade.

### Memes
Existia uma cultura de piadas que são análogas ao meme de internet. Por vezes, homens de voz fina fingiam que eram mulheres e revelavam seu gênero após algum houtro homem mostrar-se interessado. Um usuário notorizou-se por imitar garotas e quando perguntavam "quem é" ele respondia com um sonoro "é o Credo".

## Representações na mídia
Em 2014, Ivam Cabral interpretou na peça Pessoas Perfeitas um personagem que cuidava da mãe idosa de dia e vivia no Disque Amizade de noite.
Em 2021, foi criada uma sala chamada "disque-amizade" no Clubhouse, rede social que funciona apenas com voz.